# Acalypha multiflora
Acalypha multiflora là một loài thực vật có hoa trong họ Đại kích. Loài này được (Standl.) Radcl.-Sm. mô tả khoa học đầu tiên năm 1976.